# Cerkiew Ofiarowania Najświętszej Maryi Panny w Ostródzie
Cerkiew Ofiarowania Najświętszej Maryi Panny w Ostródzie – cerkiew greckokatolicka w Ostródzie, w województwie warmińsko-mazurskim. 
Jest to świątynia wybudowana od podstaw w latach 2001–2006. 4 grudnia 2005 roku odprawiono pierwszą mszę świętą w kaplicy znajdującej się w piwnicy przyszłej świątyni. Od tego momentu wszystkie nabożeństwa są odprawiane na terenie budowanej świątyni. W 2006 ukończono cerkiew w stanie surowym. Wewnątrz cerkwi mieści się współczesny ikonostas.

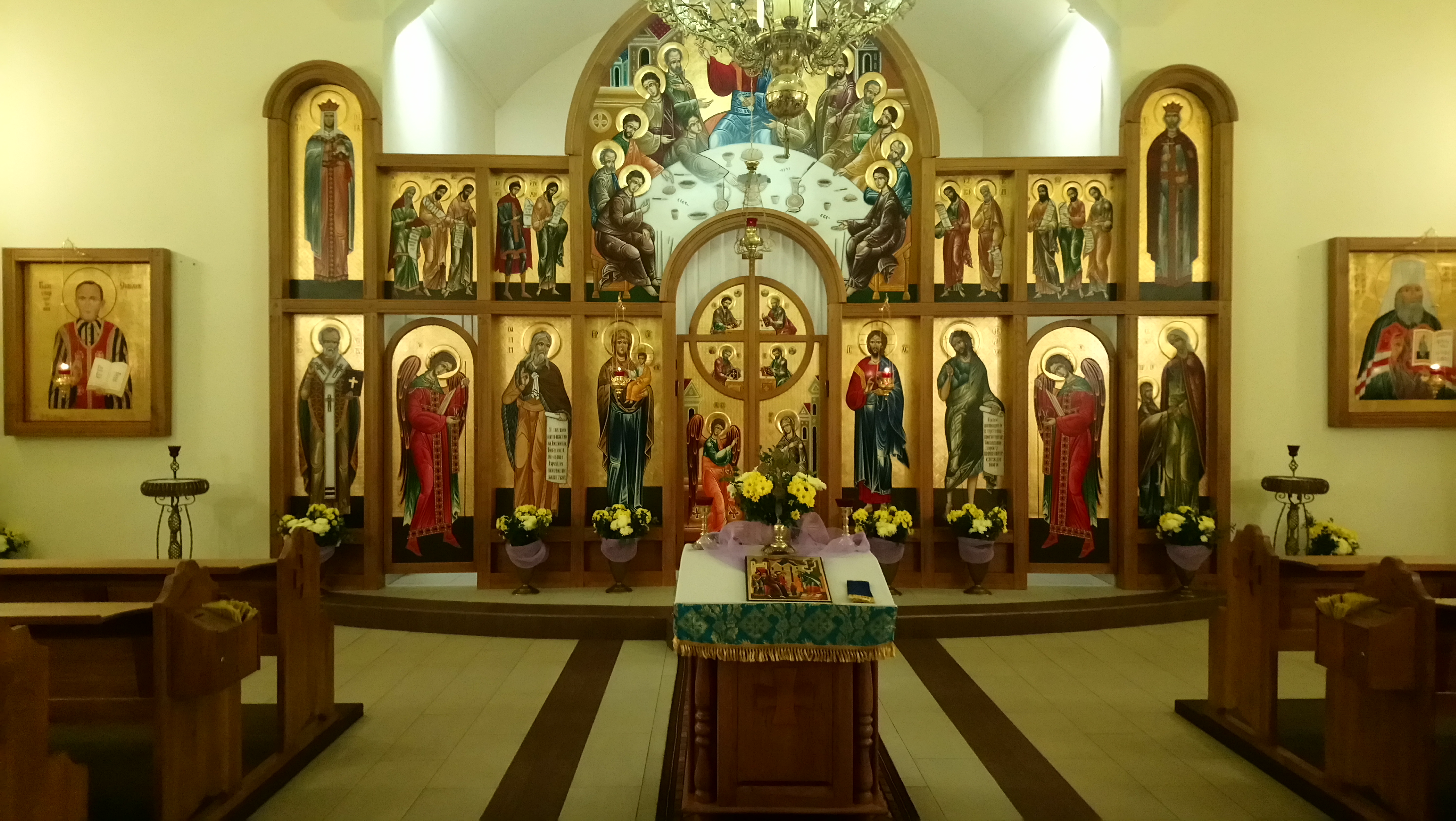
Ikonostas w cerkwi w Ostródzie